# Platyspira
Platyspira Song & Li, 2009 è un genere di ragni appartenente alla famiglia Linyphiidae.

## Distribuzione
L'unica specie oggi attribuita a questo genere è stata reperita in Cina.

## Tassonomia
A giugno 2012, si compone di una specie:
- Platyspira tanasevitchi Song & Li, 2009[3] — Cina